# Mount Moon
Mount Moon är ett berg i Australien. Det ligger i regionen Scenic Rim och delstaten Queensland, omkring 86 kilometer sydväst om delstatshuvudstaden Brisbane. Toppen på Mount Moon är 786 meter över havet, eller 523 meter över den omgivande terrängen. Bredden vid basen är 5,8 km.
Runt Mount Moon är det mycket glesbefolkat, med 5 invånare per kvadratkilometer.. Närmaste större samhälle är Boonah, omkring 18 kilometer nordost om Mount Moon. 
Omgivningarna runt Mount Moon är en mosaik av jordbruksmark och naturlig växtlighet. Genomsnittlig årsnederbörd är 1 402 millimeter. Den regnigaste månaden är januari, med i genomsnitt 269 mm nederbörd, och den torraste är september, med 37 mm nederbörd.